# Fjärilsgardenia
Fjärilsgardenia (Tabernaemontana divaricata) är en art i familjen oleanderväxter som förekommer naturligt från norra Indien till södra Kina och Thailand. Den odlas i Sverige som krukväxt.
Arten är en städsegrön, gaffelgrenig buske som blir upp till 4 m hög. Bladen är motsatta, tunna och 7-10 cm långa. Blommorna sitter i samlingar om 4-6 i de övre bladvecken. Kronan är vit med en 15-27 mm lång blompip, flikarna blir 0,7-1,3 gånger så långa som pipen.

## Sorter
Det finns flera fylldblommiga koner i odling med namnsättningen är förvirrad.
- 'Flore Pleno' ('Plena') är fylldblommig och saknar doft. Plantor under detta namn kan ha både fullt fyllda blommor och blommor med endast dubbel krona (två lager) och det är osäkert om et rör sig om samma klon som varierar, eller om två olika.
- 'Grandifolia' - är fylldblommig med stora blad.

## Synonymer
- Ervatamia coronaria (Jacq.) Stapf
- Ervatamia divaricata (L.) Burkill
- Ervatamia cumingiana (A. DC.) Markgr.
- Ervatamia flabelliformis Tsiang
- Nerium coronarium Jacq.
- Nerium divaricatum L.
- Taberna discolor (Sw.) Miers
- Tabernaemontana coronaria (Jacq.) Willd.
- Tabernaemontana discolor Sw.
- Tabernaemontana flabelliformis (Tsiang) P.T. Li
- Vinca alba Noronha